# Молі Візлі
Молі Прует Візлі (нар. 30 жовтня 1950) — відьма із циклу романів про Гаррі Поттера Джоан Роулінг, мати Білла Візлі, Чарлі Візлі, Персі Візлі, Фреда і Джорджа Візлі, Рона Візлі, Джіні Візлі, дружина Артура Візлі. У Гоґвортсі вчилася в Ґрифіндорі разом з майбутнім чоловіком. Рано взяла шлюб, проти чого були її батьки, через що втекла з дому.

## Загальні відомості
- Ім'я: Молі Візлі

- Дата народження: 30 жовтня 1950 року

- Особливі прикмети: руде волосся

- Гуртожиток: Ґрифіндор

- Сімейне положення: одружена з Артуром Візлі (чистокровний чарівник, з яким зустрічалася ще в Гоґвортсі)

- Діти: Білл Візлі, Чарлі Візлі, Персі Візлі, Фред і Джордж Візлі, Рон Візлі, Джіні Візлі

- Ховчик: найбільший її страх — побачити мертвою свою родину та Гаррі Поттера (що й не дивно, зважаючи на втрату братів)

- Здібності: куховарство, в’язання, зцілення дрібних поранень

- Дім: «Барліг» у селі Отері-Сент-Кечпол на півдні Англії

- Сусіди: Лавґуди, Фосети і Діґґорі

- Домашня тваринка: родинна сова Ерола

- Загальний опис зовнішності: невисока, пухкенька, з лагідним обличчям

- Одяг: квітчастий фартух, з кишені якого стирчала чарівна паличка; довгі старі поношені мантії; нова мантія аметистового кольору (весілля Білла і Флер)

## Характер і життя
Народилася у чистокровній сім'ї. Втратила двох братів — Фабіана та Ґідеона
Ґідеон Превет... Щоб убити його та його брата Фабіана — геройські були хлопці — смертежерам довелося напасти вп'ятьох... (Гаррі Поттер і Орден Фенікса)
Невідомо чи Молі мала ще якихось братів чи сестер. Також зі слів Рона
— У вас у родині всі чарівники? — запитав Гаррі, якому Рон був не менш цікавий, ніж він Ронові. — Е е… мабуть, так, — відповів Рон. — Здається, мамин троюрідний брат — бухгалтер, але ми ніколи не згадуємо про нього. (Гаррі Поттер і Філософський Камінь)
у Молі є троюрідний брат бухгалтер. З інформації на офіційному сайті Ролінг на початку книги «ГП і Кубок Вогню» у цього брата була дочка-чарівниця Мафальда (слизеринка). Але Ро її «вирізала» з книги, оскільки Мафальдина роль у сюжеті книги була надто незначною. Також у Молі є тітонька Мюріель (якій вже 107 років) і дядько Біліус (той, що побачив Ґрима і помер; а ще за словами близнюків він був «жартівником на весіллях»).
Молі вперше згадується у першій книзі про Гаррі Поттера. Тоді вона люб’язно допомогла Гаррі знайти платформу номер дев’ять і три чверті.
Пухкенька жіночка розмовляла з чотирма вогненно рудими хлопцями. (Гаррі Поттер і Філософський Камінь)
Молі — відьма середнього віку, матір сімох дітей, домогосподарка. Вона добре куховарить, стежить за чистотою в домі. Захоплюється Ґільдероєм Локартом і його книжками. Її улюблена співачка — Целестина Ворбек (яку ненавидить Флер). Читає «Відьомський тижневик» заради рецептів. Опікується і любить свою сім’ю. Любить Гаррі як рідного сина. Проте часто надміру його оберігає.
— Не тобі вирішувати, що добре для Гаррі! — урвала його місіс Візлі. Її зазвичай лагідне лице набрало загрозливого вигляду. — Сподіваюся, ти не забув Дамблдорові слова? — Які саме? — ввічливо уточнив Сіріус, проте відчувалося, що терпець йому уривається. — Що Гаррі не можна говорити більше, ніж йому потрібно, — місіс Візлі виразно наголосила на останніх словах. Рон, Герміона, Фред і Джордж одночасно повертали голови то до Сіріуса, то до місіс Візлі, мовби спостерігали за тенісним м'ячиком. Джіні так і завмерла навколішки серед розкиданих корків від маслопива. Люпин не зводив погляду з Сіріуса. — Молі, я й не збираюся говорити більше, ніж йому потрібно, — відповів Сіріус. — Але ж він — єдиний свідок повернення Волдеморта... — (і знову за столом усі здригнулися) — тож він має повне право... — Він не належить до Ордену Фенікса! — вигукнула місіс Візлі. — Йому лише п'ятнадцять років і... — І йому довелося мати справу з тим, що й решті членів Ордену, — заперечив Сіріус, — якщо не більше. — Ніхто й не заперечує! — майже кричала місіс Візлі, а її стиснуті в кулаки руки тремтіли. — Але він іще... — Він — не дитина! — сердився Сіріус. — Але й не дорослий! — аж розпашілася місіс Візлі. — Він — не Джеймс, Сіріусе! (Гаррі Поттер і Орден Фенікса)
Кожного Різдва Молі дарувала всім членам своєї родини светри.
На Різдвяний обід усі посходилися у нових светрах — тобто всі, крім Флер (бо місіс Візлі, здається, не захотіла гаяти на неї час) та самої місіс Візлі, яка красувалася в новесенькому темно-синьому відьомському капелюшку, що виблискував крихітними зірочками-діамантами, та ефектному золотому кольє. (Гаррі Поттер і Напівкровний Принц)
Також Молі прислала Гаррі подарунок на його перше Різдво у Гоґвортсі.
— Так, від Геґріда, від тітки з дядьком, а це хто прислав? — Мені здається, я знаю хто, — сказав, почервонівши Рон, і показав на досить великий пакунок. — Моя мама. Я їй розповів, що ти ні від кого не сподіваєшся дарунків і… Ой, ні і!.. — простогнав він. — Вона сплела тобі светр фірми Візлі. Гаррі розірвав папір і побачив там пухнастий яскраво зелений светр і велику коробку домашнього печива. — Щороку вона плете нам светри, — бідкався Рон, розпаковуючи свого, — і мій завжди темно бордовий! — Яка вона дбайлива! — сказав Гаррі, куштуючи печиво, яке виявилося дуже смачним. (Гаррі Поттер і Філософський Камінь)
Але коли її діти утнуть щось жахливе (найчастіше це Фред і Джордж), то її обличчя з лагідного перетворюється на дуже розлючене.
Рон раптом позеленів, прикипівши очима до будинку. Всі обернулися туди ж. Подвір'ям, розганяючи курей, до них прямувала місіс Візлі. То була низенька, огрядна, мила жіночка, але тієї миті вона скидалася більше на шаблезубого тигра. — Ой! — зойкнув Фред. — О Господи! — додав Джордж. Місіс Візлі зупинилася перед ними, вперлася руками в боки і стала переводити погляд з одного винуватого обличчя на інше. На ній був квітчастий фартух, з кишені якого стирчала чарівна паличка. — Ну? — насупилася вона. — Доброго ранку, мамо! — привітав її Джордж бадьорим, як йому здалося, і, звісно, впевненим голосом. — Чи ви хоч розумієте, як я хвилювалася? — грізно прошепотіла місіс Візлі. — Вибач, мамо, але розумієш, ми мали… Хоча всі троє синів місіс Візлі були вищі за неї, вони аж зіщулилися, коли мама стала кричати. — Порожні ліжка! Жодної записки! Машини нема! Ви ж могли розбитися! Я мало не здуріла від хвилювань, а вам було байдуже! Я ще ніколи за все моє життя… Зачекайте, нехай вернеться тато! Ми ніколи не мали такого клопоту ні з Біллом, ні з Чарлі, ні з Персі! — Старостою Персі, — пробурмотів Фред. — ВИ Б КРАЩЕ ПОВОДИЛИСЯ ТАК, ЯК ВІН! — заволала місіс Візлі, тицяючи Фредові в груди пальцем. — Ви могли загинути, вас могли побачити, через вас тато міг би втратити роботу! Здавалося, цей крик ніколи не скінчиться. Місіс Візлі почала вже хрипнути й аж тоді повернулася до Гаррі, що відступив трохи назад. — Дуже рада тебе бачити, любий Гаррі, — привітала вона його. — Заходь, уже пора снідати. (Гаррі Поттер і Таємна Кімната)
Молі почала зустрічатися з Артуром ще в школі. Коли вони наодинці, Артур називає її Молісюсінькою.
— А Гладка Пані? — поцікавився Білл. — Вона ще за моїх часів була тут, — сказала місіс Візлі. — Ніколи не забуду, як вона картала мене за те, що я повернулася до спальні о четвертій ранку.. — Що це ти робила поза спальнею о четвертій ранку? — здивувався Білл. Місіс Візлі всміхнулася. Її очі весело заблищали. — Ми з твоїм батьком ходили на нічну прогулянку, — пояснила вона. — Його зловив Аполіон Прінґл, тодішній сторож. У батька й досі є сліди. (Гаррі Поттер і Келих Вогню)
Але Молі не поділяє захоплення свого чоловіка маґлами і вважає, що це божевілля. Також вона засуджує його ідею з летючим фордом «Англія» і небажання протистояти близнюкам у їх прагненні створити крамничку жартів (тому Артур інколи намагається приховати від неї «пригоди» близнюків). Артур працює в міністерстві, а Молі вдома виховує дітей і виконує інші обов’язки домогосподарки. Дітей (до Гоґвортсу) вона також навчала вдома. Молі завжди хотіла мати дочку (Джіні, до речі, перша дівчина, що народилася у родині Візлів за кілька поколінь), тому завжди більше опікувалася Джіні, ніж іншими дітьми.
Тобі завжди не вистачало материнської любові, бо мати обожнювала дочку…(Гаррі Поттер і Смертельні Реліквії)
Також завдяки чудовому годиннику, який показує, де кожен із сім’ї Візлі, Молі має змогу бачити, чи щось часом не загрожує її сім’ї і т.п. Її діти у Гоґвортсі досягали успіху: Білл — староста школи, Чарлі — капітан квідичної команди (і її ловець), Персі — староста школи (а також «Почесний староста», як його називали близнюки; хоч таке честолюбство Персі призвело до його сварки з родиною заради кар’єри після Гоґвортсу), Фред і Джордж — загальні улюбленці, Рон — староста гуртожитку, Джіні — красуня (можливо, була старостою). До Гаррі Молі завжди ставилася як до рідного сина, мабуть, ще й тому, що справжніх батьків він не мав. А от до Герміони її ставлення на якийсь час змінилося (після статті «Таємниця душевного болю Гаррі Поттера» у «Відьомському тижневику», яка повідомляла, що Герміона «не перестає гратися з почуттями» Гаррі і Віктора Крума), але після спростування самим Гаррі цієї статті, Молі знову почала ставитися до Герміони приязно. Молі і всі Візлі належать до людей, відданих Дамблдору. Дамблдор розмовляє з Молі, як зі своїм другом. В другій війні з Волдемортом Молі вступила до Ордену Фенікса. Вона допомагала зробити дім на площі Гримо придатним для штаб-квартири. В битві за Гоґвортс Молі захищала школу разом зі всією родиною (навіть із Персі, який прибув до Гоґвортсу з вибаченнями). В цій битві загинув її син Фред.
Загиблі лежали вряд посеред зали. Гаррі не бачив Фреда, бо його оточила родина. Джордж стояв навколішки біля голови, місіс Візлі припала до Фредових грудей і здригалася всім тілом, а містер Візлі гладив її по голові, і сльози річкою текли з його очей. (Гаррі Поттер і Смертельні Реліквії)
Пізніше, коли Белатриса Лестранж билася з Герміоною, Луною та Джіні, Молі кинулася захищати дочку і зробила те, чого не могли зробити багато інших — вбила Белатрису (вбивцю Сіріуса, Добі і Тонкс; а також одну з тих, що катували Лонгботтомів). Ро вважає, що саме Молі мала вбити Белатрису, щоб показати силу материнської любові.
Белатриса теж іще билася, кроків за п'ятдесят від Волдеморта, і теж, як і її хазяїн, одразу з трьома суперницями: Герміоною, Джіні та Луною. Дівчата билися відчайдушно, але Белатрису здолати не могли. Гаррі аж стрепенувся, побачивши, як смертельне закляття пролетіло повз Джіні так близько, що від смерті її відділяв буквально дюйм… Він змінив напрямок, кинувшись не до Волдеморта, а до Белатриси, та не ступив і кількох кроків, як хтось мало не збив його з ніг. — ГЕТЬ ВІД МОЄЇ ДОНЬКИ, ЗАРАЗО! Місіс Візлі на бігу скинула плащ, щоб вивільнити руки. Белатриса крутнулася на місці й зареготала, побачивши нову суперницю. — З ДОРОГИ! — крикнула місіс Візлі дівчатам і, махнувши чарівною паличкою, вступила в двобій. Гаррі з жахом і захопленням дивився, як ширяє й розсікає повітря чарівна паличка Молі Візлі. Посмішка Белатриси Лестранж зів'яла, змінившись оскалом. Пучки світла вилітали з обох чарівних паличок, підлога під ногами розпеклася й потріскалась. Дві жінки билися не на життя, а на смерть. — Не треба! — крикнула місіс Візлі, коли декілька учнів кинулося їй на поміч. — Назад! Назад! Вона моя! Сотні людей скупчилися попід стінами, стежачи за двома боями — Волдеморта з трьома суперниками та Белатриси з Молі. Гаррі стояв невидимий, розриваючись між ними, прагнучи і нападати, й захищати одночасно, але не мав певності, що випадково не влучить у невинну жертву. — Що буде з твоїми дітьми, коли я тебе вб'ю? — глумилася знавісніла, як і її володар, Белатриса, відстрибуючи від заклять Молі, що так і танцювали навколо неї. — Коли їхня мамуся простягне ніжки, як і Фредик? — Ти… вже… ніколи… не… зачепиш… наших… дітей! — заволала місіс Візлі. Белатриса засміялася таким самим сміхом, як сміявся її кузен Сіріус перед тим, як упасти спиною крізь завісу. І Гаррі раптом відчув, що зараз станеться. Закляття Молі шугонуло під простягнутою Белатрисиною рукою і влучило їй у груди прямо проти серця. Зловтішна посмішка застигла на Белатрисинім обличчі, очі вирячились. На крихітну часточку секунди вона усвідомила, що сталося, і повалилася на підлогу. Юрба заревіла, а Волдеморт заверещав. (Гаррі Поттер і Смертельні Реліквії)
У Молі і Артура є (чи то буде) принаймні 12 внуків. Білл і Флер (Делякур) будуть мати дітей Вікторію (Victoire), Домініка (Dominique; хоч це може бути і хлопець, і дівчина — точно невідомо) та Луїзу (Louis). Про дітей Чарлі нічого не відомо (але вони мають бути! — авт.). Персі одружиться з Одрі (Audrey) і в них будуть доньки Молі (Molly) та Люсі (Lucy). Джордж і Анджеліна (Джонсон), яка колись, до речі, ходила на Різдвяний бал з Фредом будуть мати дітей Фреда (в честь загиблого в битві брата Джорджика) і Роксану (Roxanne). Рон і Герміона (Ґрейнджер) будуть мати дітей Роуз і Х’юго. У Джіні і Гаррі будуть Джеймс Сіріус, Албус Северус і Лілі Луна.
Молі і Артур дуже пишатимуться своїми внуками (як і дітьми).